# Nadia Álvarez Padilla
María Nadia Álvarez Padilla (Madrid, 6 de desembre de 1973) és una política espanyola del Partit Popular (PP).

## Biografia
Nascuda el 6 de desembre de 1973 a Madrid. Inclosa al lloc 60 de la llista del Partit Popular (PP) per a les eleccions a l'Assemblea de Madrid d'octubre de 2003, no va resultar escollida, però amb motiu de la renúncia de Regino García-Badell, va esdevenir diputada de la setena legislatura de l'Assemblea de Madrid l'11 de desembre de 2003.
Candidata de nou per a les eleccions a l'Assemblea de Madrid de 2007, va renovar el seu càrrec de diputada. Repetiria de nou com a diputada després de ser escollida en les eleccions de 2011.
Propera a les posicions de l'associació ultracatòlica Hazte Oír (HO), va ser ponent al Congrés de HO Familia y Sociedad el 2011. Va exercir el càrrec d'alcaldessa de Carabaña entre 2011 i 2015. Després de la renúncia de Manuel Francisco Quintanar Díez a la seva condició de diputat de la desena legislatura de l'Assemblea de Madrid, Nadia Álvarez, al lloc 49 de la llista del PP, es va convertir en diputada el 9 de juliol de 2015.